# Veľká Franková

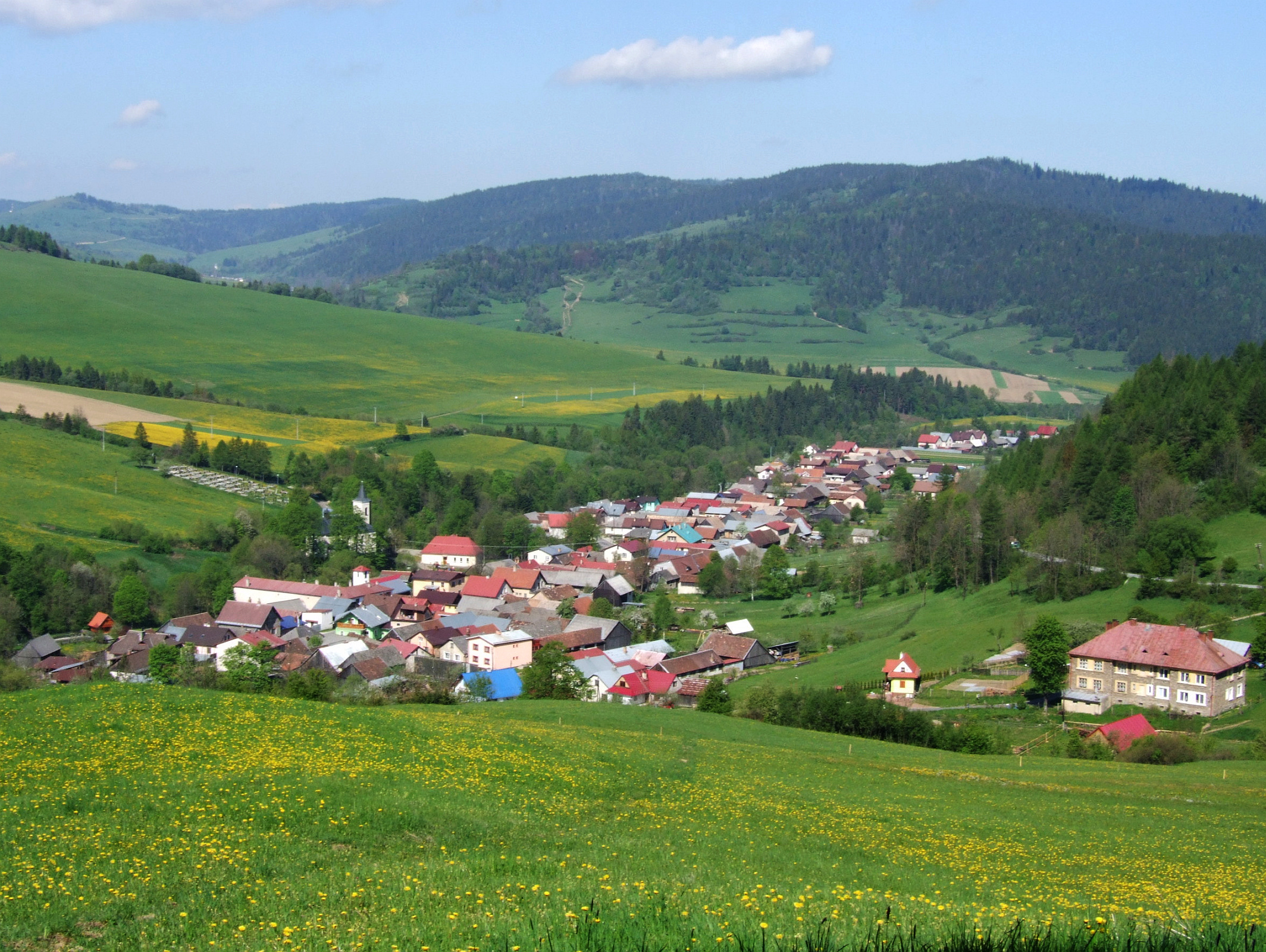
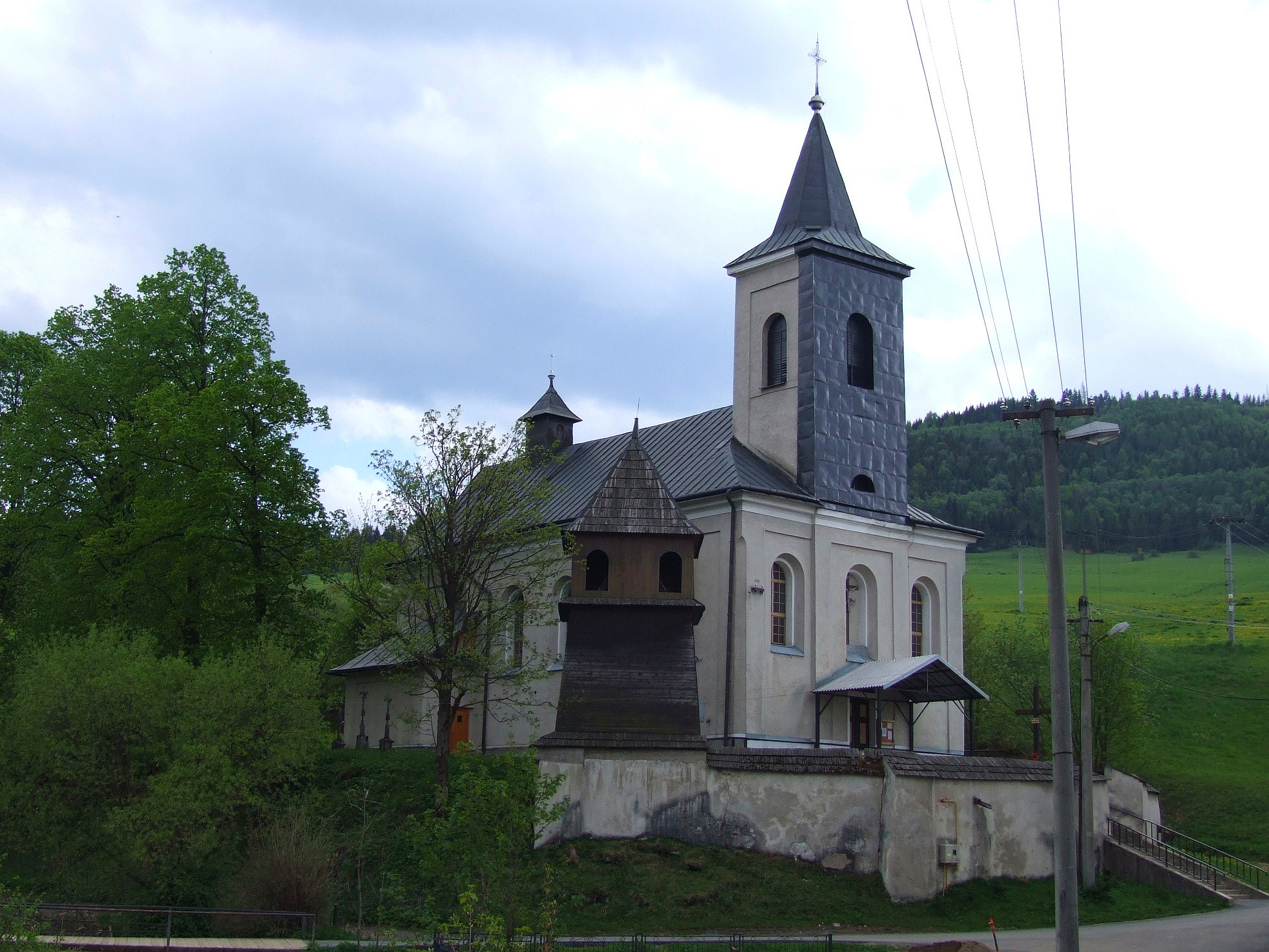
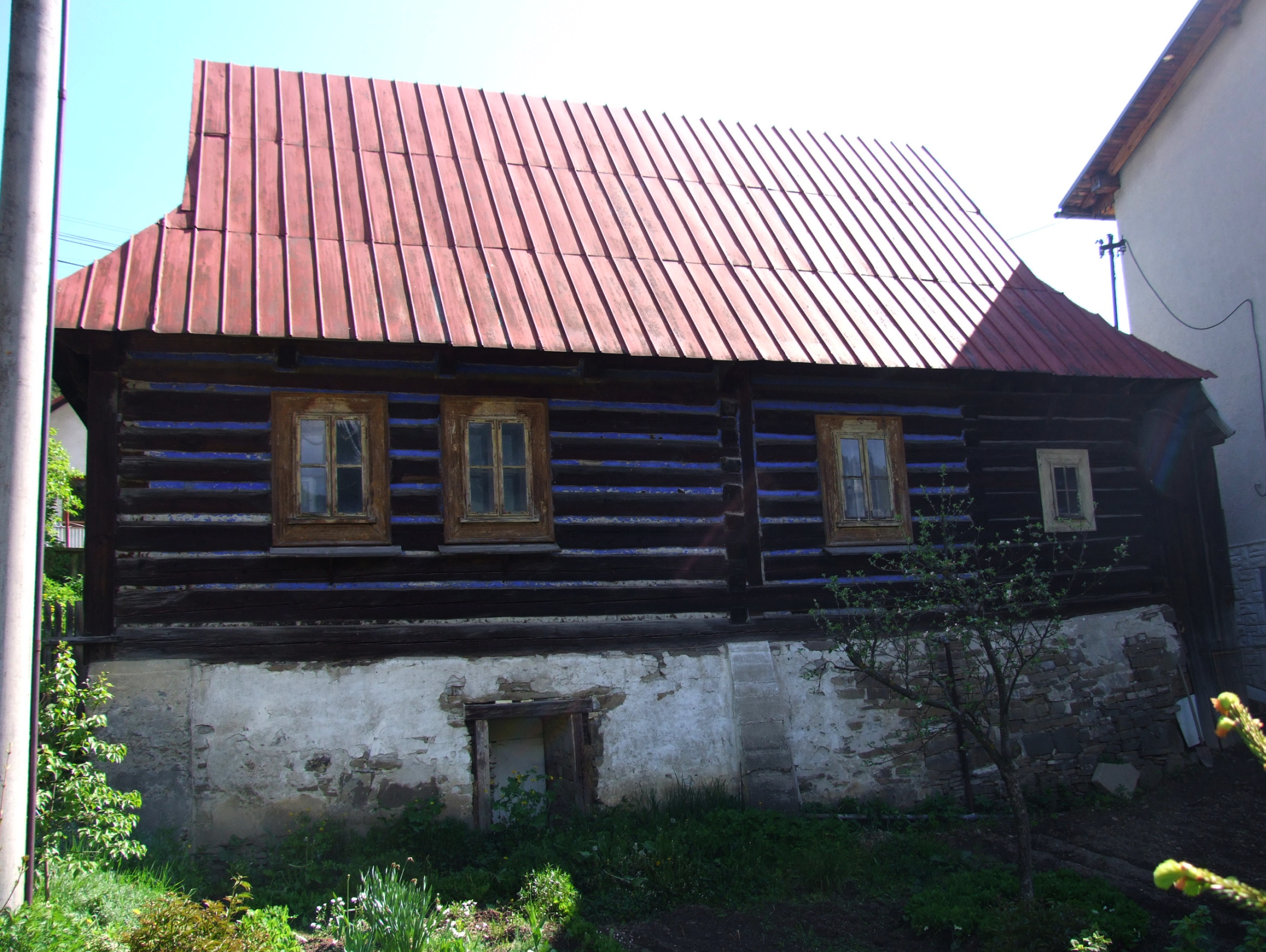

Veľká Franková (Hongaars: Nagyfrankvágása) is een Slowaakse gemeente in de regio Prešov, en maakt deel uit van het district Kežmarok.
Veľká Franková telt 348 inwoners.